# Pierre Abraham Lorillard
Pierre Abraham Lorillard, conosciuto anche come Peter Abraham Lorillard, Peter Lorillard e Pierre Lorillard I, (Montbéliard, 1742 – New York, 1776), è stato un tabaccaio francese naturalizzato statunitense, fondatore dell'azienda che diventerà poi la Lorillard Tobacco Company, che da sempre sostiene di essere la più antica azienda del tabacco degli Stati Uniti d'America e del mondo..

## Gli inizi
Nato a Montbéliard, in Francia, nel 1742, Pierre era figlio di Jean Lorillard (nato nel 1707) e Anne Catherine Rossel ed aveva cinque fratelli: Jean George, George David, Charles Christophe, Jean Abraham e Leopold Frederick, e una sorella: Anne Marguerite, con cui arrivò negli Stati Uniti d'America nel 1753.
La naturalizzazione segnata nei registri della città di New York in data 21 aprile 1762 di tale "Peter Louillard", un tessitore di calze francese e protestante, è probabilmente quella relativa a Pierre Lorillard e fu preceduta da quella, registrata il 27 ottobre 1760, di tale "John George Lorillard", descritto come un piccolo coltivatore (yeoman) francese protestante di New York, probabilmente relativa al fratello Jean George.

## Carriera
Lorillard avviò la sua attività di produzione di tabacco da fiuto (la prima del Nord America), chiamata "Lorillard Snuff and Tobacco Company", attorno al 1760, all'interno di una casa affittata in Chatham Street, oggi Park Row, nel quartiere di Lower Manhattan. Lorillard mise sulla propria etichetta un nativo americano che fuma la pipa a fianco ad un barilotto di tabacco, dando così origine a quella che, stando al libro The Lorillard Story, scritto nel 1947 da Maxwell Fox, diventerà più tardi "l'etichetta più conosciuta del mondo".

## Famiglia
Pierre Lorillard sposò Catherine Moore, sorella di Blazius Moore. Il fatto che i due ottennero una licenza di matrimonio il 19 agosto 1763, esattamente quando un'altra licenza fu concessa a John Lorillard e Hannah Moore, suggerisce che Hannah e Catherine possano essere state sorelle. Il registro della chiesa francese di New York riporta come data di matrimonio di tali "Pierre l'Oreillard" e "Catherine Moore" il 23 agosto 1763, lo stesso giorno del matrimonio del fratello John (registrato come "Jean l'Aurellard") con Hannah Moore.

La coppia andò a vivere ad Hackensack, nel New Jersey, ed ebbe almeno cinque figli:
- Pierre "Peter" Lorillard II (nato il 7 settembre 1764 o, secondo altre fonti, l'11 luglio 1768)
- J. George Lorillard (nato il 25 dicembre 1766)
- Blazius Lorillard (nato il 7 giugno, 1769)
- Johann Jacob Lorillard (nato il 19 gennaio 1772)
- Jacob Lorillard (nato il 22 maggio 1774)

Pierre Lorillard morì nel 1776, durante la guerra d'indipendenza americana, ucciso da mercenari assiani al soldo dell'esercito britannico, durante l'occupazione inglese di New York. Dopo la sua morte, la sua azienda fu presa in mano dai suoi discendenti che la fecero fiorire fino a farla diventare la Lorillard Tobacco Company, la quale, dopo molti passaggi, è oggi parte della Reynolds American, che l'ha acquisita il 15 luglio 2014 per 27,4 miliardi di dollari.
Nel 1960 la compagnia ha pubblicato un "Rapporto Bicentenario" in cui con orgoglio sosteneva che "La P. Lorillard Company è più vecchia dei Stati Uniti d'America, avendo avuto origine nei giorni coloniali del 1760 quando i re britannici regnavano su queste terre...La Lorillard è la più antica azienda del tabacco del mondo".
Dopo la morte di Lorillard, la sua vedova sposò un altro uomo di nome John Holsman o Daniel Holtzman, mentre due dei suoi figli, George e Peter (o Pierre), rilevarono l'azienda nel 1792 creando una nuova, più grande, sede nei pressi del fiume Bronx. Un altro figlio di Pierre, Jacob, divenne un banchiere e famoso filantropo. Secondo Rex Burns, "la ricchezza di Jacob Lorillard era meritata, innanzitutto perché dall'essere un umile apprendista tabaccaio era riuscito a diventare qualcuno grazie alla propria integrità, perseveranza, industriosità e amore per i libri, e in secondo luogo perché, quando divenne milionario, la propria ricerca di una ricchezza morale lo portò a manifestare una grande generosità e benevolenza".